# Ompa til du dør
Ompa til du dør är den norska musikgruppen Kaizers Orchestras debutalbum från 2001. Albumet sålde över 100 000 exemplar i Norge.

## Låtlista
Samtliga låtar skrivna av Janove Ottesen, om annat inte anges.
1. "Kontroll på kontinentet" - 4:03
2. "Ompa til du dør" - 5:06
3. "Bøn fra helvete" (Janove Ottesen/Geir Zahl) - 4:02
4. "170" - 4:15
5. "Rullett" (Geir Zahl) - 2:50
6. "Dr. Mowinckel" (Geir Zahl) - 3:13
7. "Fra sjåfør til passasjer" - 5:02
8. "Resistansen" - 3:02
9. "Dekk bord" (Janove Ottesen/Geir Zahl) - 3:38
10. "Bak et halleluja" - 1:59
11. "Bris" - 3:37
12. "Mr. Kaizer, hans Constanse og meg" - 3:29